# Minsk
Minsk (en bielorruso: Мінск; en polaco: Mińsk; en ruso: Минск) es la capital y ciudad más grande de Bielorrusia. Se encuentra situada en el centro del país, y es atravesada por los ríos Nyamiha y Svíslach. Es la sede administrativa de la Comunidad de Estados Independientes (CEI).
Minsk se extiende en un área de 509 km² en la que según estimaciones para el año 2020 habitan un total de 2 020 600 personas. Como capital del Estado, Minsk tiene un estatus administrativo especial dentro de Bielorrusia y es además la capital del óblast de Minsk y del distrito homónimo.
Las primeras referencias históricas de la ciudad datan de 1067, cuando se la nombra como ciudad provincial en el principado de Polotsk. El asentamiento se desarrolló en los ríos que lo atraviesan. En 1242, Minsk se convirtió en parte del Gran Ducado de Lituania y recibió el título de ciudad en 1499.
Desde 1569 fue la capital del Voivodato de Minsk, en la República de las Dos Naciones o Mancomunidad de Polonia-Lituania. En 1793 fue una de las regiones anexionadas por el Imperio ruso como consecuencia de la Segunda partición de Polonia. Entre 1919 y 1991, tras la Revolución rusa, Minsk fue la capital de la República Socialista Soviética de Bielorrusia y posteriormente, en 1991, de Bielorrusia tras la disolución de la Unión Soviética.

## Toponimia
La leyenda dice que un gigante llamado Menesk o Mincz tenía un molino sobre las riberas del río vecino a la ciudad. Él molía las piedras para hacer panes con los que nutría a sus guerreros. El nombre de «Minsk» quizás procede de la palabra bielorrusa Mensk, que deriva de la palabra мена (miena 'cambio, cambiar', en español), basada en la larga historia comercial de la ciudad.

## Historia
En los alrededores del siglo X, el príncipe Rahvalod (o Rogvolod), de origen vikingo, gobernó un territorio conocido como Principado de Polatsk, al que pertenecía la zona que ocupa la actual ciudad de Minsk. La primera mención escrita a la ciudad bajo el nombre de Minsk aparece en el año 1067, y está correlacionada con la lucha dinástica entre el Principado de Polatsk y el Rus de Kiev.
Entre los años 1101 y 1242 la ciudad sería el epicentro del Principado de Minsk, a excepción de un breve período comprendido entre 1129 y 1146 cuando perteneció al Rus de Kiev. Posteriormente, en 1326, Minsk cae bajo el dominio del Gran Ducado de Lituania, región que luego pasó a ser parte de la mancomunidad polaco-lituana, de la cual en 1499 recibió sus privilegios de ciudad (Derecho de Magdeburgo). A partir de 1569 la ciudad se convierte en la capital del Voivodado de Minsk, una división administrativa del Gran Ducado. En 1655 durante El Diluvio Minsk fue conquistada por el zar Alejo I de Rusia, pero fue reconquistada por el rey Juan II Casimiro Vasa en 1667.
En 1793, la ciudad fue anexada al Imperio ruso, como consecuencia de la segunda partición de Polonia. Entre agosto de 1919 y julio de 1920 la ciudad fue controlada por la segunda república polaca, durante el curso de la guerra polaco-soviética. La ciudad es finalmente cedida a Rusia mediante el pacto de Paz de Riga, y se convierte en la capital de la RSS de Bielorrusia, una de las repúblicas que constituían la URSS.
Gran parte de la ciudad fue destruida durante los bombardeos alemanes en la Segunda Guerra Mundial. En efecto, durante la invasión alemana a la URSS en 1941 (Operación Barbarroja), Minsk fue invadida de inmediato. La ciudad fue bombardeada por los alemanes desde el primer día de la guerra y fue invadida cuatro días más tarde. Los nazis convirtieron la ciudad en el centro administrativo del Reichskommissariat Ostland y comenzaron a reprimir duramente a la población, especialmente la comunista y la judía. Un gueto judío de cien mil personas fue construido en Minsk. La ciudad fue liberada por los soviéticos el 3 de julio de 1944. Al final de la guerra, cerca del 80% de la ciudad estaba en ruinas. Minsk fue reconstruida al estilo soviético.
El 29 de enero de 1946 concluyó el Juicio de Minsk contra dieciocho militares alemanes, miembros de las SS y otros oficiales acusados de cometer crímenes de guerra y de lesa humanidad durante la ocupación de Bielorrusia en la Segunda Guerra Mundial. Todos ellos fueron encontrados culpables por el tribunal y catorce fueron condenados a muerte, el resto recibieron distintas sentencias de trabajos forzados. Los condenados a muerte fueron ejecutados por ahorcamiento al día siguiente.
En los años 1980, el accidente de Chernóbil afectó a una gran parte del sureste del país, el acceso a algunas zonas se encuentra aún restringido. La ciudad fue capital de la República Socialista Soviética de Bielorrusia desde 1919 hasta 1991, cuando se convirtió en la capital de la República de Bielorrusia.
Actualmente Minsk es una gran metrópoli con una arquitectura predominante de la época soviética, aunque también con edificios modernos que datan de después de la caída de la URSS.

## Geografía
Minsk se encuentra situada en la ladera sureste de las colinas del mismo nombre, una sección de colinas cuya dirección va desde el suroeste en la cuenca alta del río Niemen, al noreste de Bielorrusia, en el lago Lukomsko al noroeste. La altitud media de la ciudad es de 220 m sobre el nivel del mar. La geografía de Minsk se formó durante las dos eras glaciales más recientes.

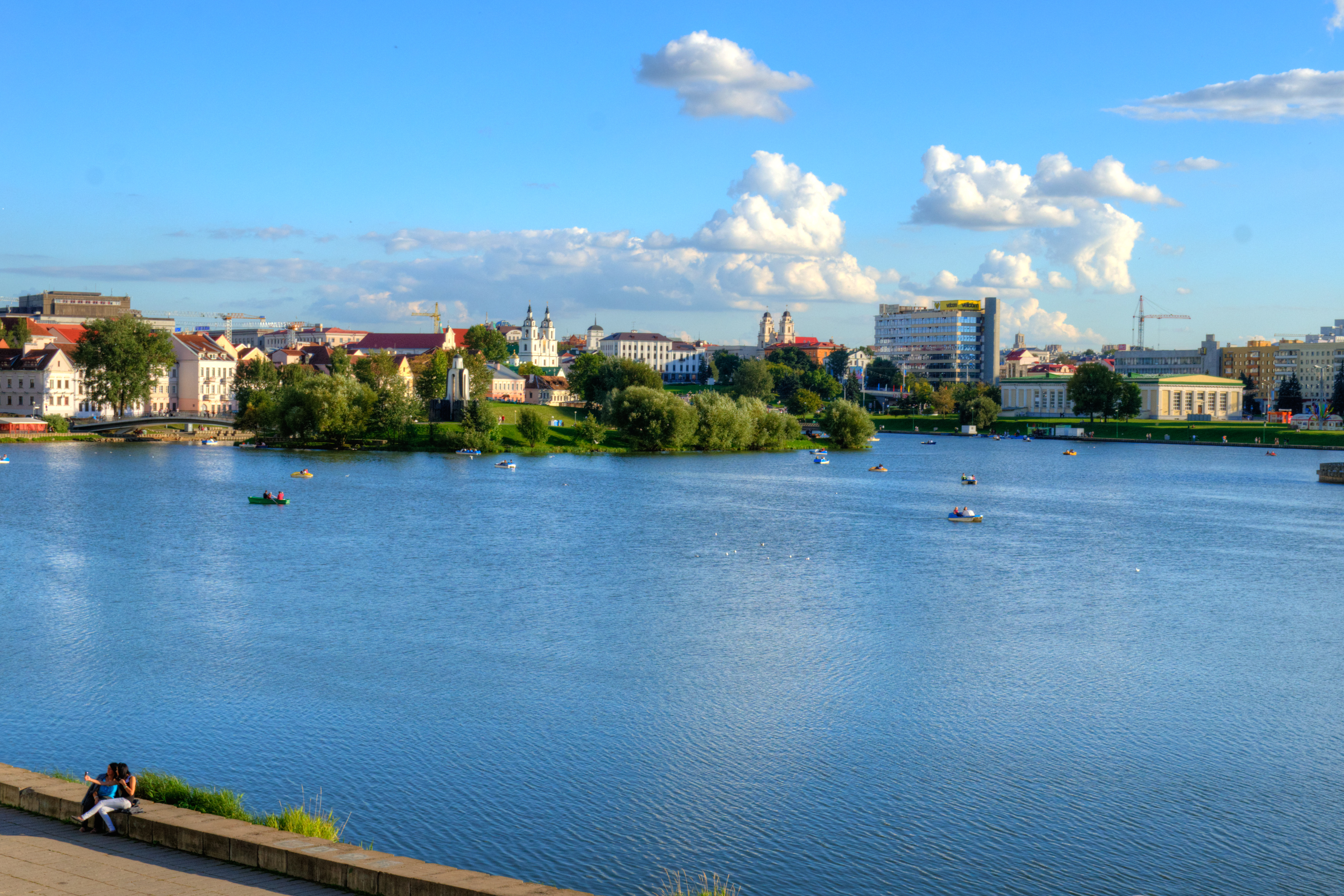
Vista del Svisloch y de la ciudad de Minsk al fondo.

El río Svisloch, que fluye a través de la ciudad desde el noroeste al sureste, se encuentra en el Urstromtal, un antiguo valle fluvial formado por el agua que fluye de las capas de hielo de fusión a finales de la última Edad de Hielo.
El desarrollo original de la ciudad fue en dichas colinas, lo que permitió la fácil construcción de fortificaciones defensivas. Sin embargo, en el siglo XX, creció en dirección sureste incluyendo a las llanuras relativamente planas de los alrededores. La parte occidental de la ciudad es la más montañosa.
El ecosistema predominante en la ciudad, al igual que en el resto del país es el Bosque templado de frondosas, presente especialmente en el norte y el este de la misma. Con el crecimiento de la metrópoli algunos de los bosques originales fueron preservados como parques destacando por ejemplo el Parque Chelyuskinites.

### Clima
Minsk tiene un clima continental húmedo (Köppen Dfb), debido a su ubicación entre la fuerte influencia del aire húmedo del océano Atlántico y el aire seco de la masa continental euroasiática. Su clima es inestable y tiende a cambiar con frecuencia. La temperatura media de enero es -4,5 °C, mientras que en julio es 18,5 °C. La temperatura más baja registrada fue de -40 °C el 17 de enero de 1940, y la más cálida se registró el 29 de julio de 1936 y fue de 35 °C. Esto da lugar a frecuentes nieblas en el otoño y primavera. Minsk recibe una precipitación anual de 690 milímetros, de las cuales una tercera parte es en el período de frío (como nieve y lluvia) y dos tercios en el período de calentamiento. A lo largo del año, soplan vientos del oeste y noroeste trayendo aire fresco y húmedo del Atlántico.
| Parámetros climáticos promedio de Minsk (1991-2020) | Parámetros climáticos promedio de Minsk (1991-2020) | Parámetros climáticos promedio de Minsk (1991-2020) | Parámetros climáticos promedio de Minsk (1991-2020) | Parámetros climáticos promedio de Minsk (1991-2020) | Parámetros climáticos promedio de Minsk (1991-2020) | Parámetros climáticos promedio de Minsk (1991-2020) | Parámetros climáticos promedio de Minsk (1991-2020) | Parámetros climáticos promedio de Minsk (1991-2020) | Parámetros climáticos promedio de Minsk (1991-2020) | Parámetros climáticos promedio de Minsk (1991-2020) | Parámetros climáticos promedio de Minsk (1991-2020) | Parámetros climáticos promedio de Minsk (1991-2020) | Parámetros climáticos promedio de Minsk (1991-2020) |
| Mes                                                 | Ene.                                                | Feb.                                                | Mar.                                                | Abr.                                                | May.                                                | Jun.                                                | Jul.                                                | Ago.                                                | Sep.                                                | Oct.                                                | Nov.                                                | Dic.                                                | Anual                                               |
| --------------------------------------------------- | --------------------------------------------------- | --------------------------------------------------- | --------------------------------------------------- | --------------------------------------------------- | --------------------------------------------------- | --------------------------------------------------- | --------------------------------------------------- | --------------------------------------------------- | --------------------------------------------------- | --------------------------------------------------- | --------------------------------------------------- | --------------------------------------------------- | --------------------------------------------------- |
| Temp. máx. abs. (°C)                                | 10.3                                                | 13.6                                                | 18.9                                                | 28.8                                                | 30.9                                                | 35.8                                                | 35.0                                                | 35.8                                                | 31.0                                                | 24.7                                                | 16.0                                                | 11.1                                                | 35.8                                                |
| Temp. máx. media (°C)                               | -2.0                                                | -0.8                                                | 4.5                                                 | 12.8                                                | 18.9                                                | 22.4                                                | 24.3                                                | 23.6                                                | 17.5                                                | 10.3                                                | 3.6                                                 | -0.6                                                | 11.2                                                |
| Temp. media (°C)                                    | -4.2                                                | -3.6                                                | 0.7                                                 | 7.6                                                 | 13.4                                                | 17.1                                                | 19.1                                                | 18.2                                                | 12.7                                                | 6.7                                                 | 1.4                                                 | -2.6                                                | 7.2                                                 |
| Temp. mín. media (°C)                               | -6.3                                                | -6.0                                                | -2.6                                                | 2.9                                                 | 8.3                                                 | 12.2                                                | 14.4                                                | 13.4                                                | 8.7                                                 | 3.8                                                 | -0.5                                                | -4.5                                                | 3.7                                                 |
| Temp. mín. abs. (°C)                                | -39.1                                               | -35.1                                               | -30.5                                               | -18.4                                               | -5.0                                                | 0.0                                                 | 4.3                                                 | 1.7                                                 | -4.7                                                | -12.9                                               | -20.4                                               | -30.6                                               | -39.1                                               |
| Precipitación total (mm)                            | 47                                                  | 40                                                  | 41                                                  | 43                                                  | 66                                                  | 79                                                  | 97                                                  | 71                                                  | 51                                                  | 55                                                  | 49                                                  | 47                                                  | 686                                                 |
| Nevadas (cm)                                        | 11                                                  | 16                                                  | 13                                                  | 0                                                   | 0                                                   | 0                                                   | 0                                                   | 0                                                   | 0                                                   | 0                                                   | 2                                                   | 6                                                   | 48                                                  |
| Días de lluvias (≥ 1 mm)                            | 11                                                  | 9                                                   | 11                                                  | 13                                                  | 18                                                  | 19                                                  | 18                                                  | 15                                                  | 18                                                  | 18                                                  | 17                                                  | 13                                                  | 180                                                 |
| Días de nevadas (≥ 1 mm)                            | 24                                                  | 21                                                  | 15                                                  | 4                                                   | 0.3                                                 | 0                                                   | 0                                                   | 0                                                   | 0.04                                                | 3                                                   | 13                                                  | 22                                                  | 102.3                                               |
| Horas de sol                                        | 44                                                  | 66                                                  | 134                                                 | 181                                                 | 257                                                 | 273                                                 | 269                                                 | 242                                                 | 165                                                 | 97                                                  | 35                                                  | 27                                                  | 1790                                                |
| Humedad relativa (%)                                | 86                                                  | 83                                                  | 77                                                  | 67                                                  | 66                                                  | 70                                                  | 71                                                  | 72                                                  | 79                                                  | 82                                                  | 88                                                  | 88                                                  | 77.4                                                |
| Fuente n.º 1: Погода и климат                       |                                                     |                                                     |                                                     |                                                     |                                                     |                                                     |                                                     |                                                     |                                                     |                                                     |                                                     |                                                     |                                                     |
| Fuente n.º 2: NOAA(Horas de sol, 1938 y 1945-2000)  |                                                     |                                                     |                                                     |                                                     |                                                     |                                                     |                                                     |                                                     |                                                     |                                                     |                                                     |                                                     |                                                     |

## Demografía
Según las estimaciones realizadas en 2012 en la ciudad viven 1 901 700 personas, cifra que asciende a 2 101 018 habitantes en el área metropolitana. Minsk es también la mayor ciudad de Bielorrusia, con mucha diferencia sobre la siguiente, albergando además a aproximadamente el 20 % del total de población en Bielorrusia.
La distribución étnica de la ciudad arroja que la principal minoría que habita en la ciudad es la formada por ciudadanos rusos y que supone alrededor del 15 % de la población municipal. Otras minorías destacables son la ucraniana y polaca que juntas suponen el 3 % del total.
| 1450      | 1654      | 1667      | 1790      | 1811      | 1813      | 1860   | 1897   | 1917    | 1941    | 1944    | 1959    | 1970    |
| --------- | --------- | --------- | --------- | --------- | --------- | ------ | ------ | ------- | ------- | ------- | ------- | ------- |
| 5.000     | 10.000    | 2.000     | 7.000     | 11.000    | 3.500     | 27.000 | 91.000 | 134.500 | 300.000 | 500.000 | 509.500 | 907.100 |
| 1979      | 1989      | 1999      | 2007      | 2009      | 2012      |        |        |         |         |         |         |         |
| 1.276.000 | 1.607.000 | 1.680.000 | 1.814.000 | 1.837.000 | 1.901.700 |        |        |         |         |         |         |         |

- Los años en cursiva indican que la población corresponde con un censo oficial.

## Administración
Minsk es un municipio de primer orden que está dividida en pequeñas unidades administrativas, organizadas en 1938, debido al gran crecimiento de la ciudad. El 17 de marzo de 1938, tres distritos fueron establecidos, Stalinsky (Zavodski desde 1961), Varashylauski (Savetski desde 1961) y Kahanovichski (Kastrychnitsky desde 1957). Actualmente la ciudad se encuentra dividida en nueve distritos: Frunzenski, Kastrychnitski, Leninski, Maskouski, Partyzanski, Pershamayski, Savetski, Tsentralny y Zavodzki.

### Distritos

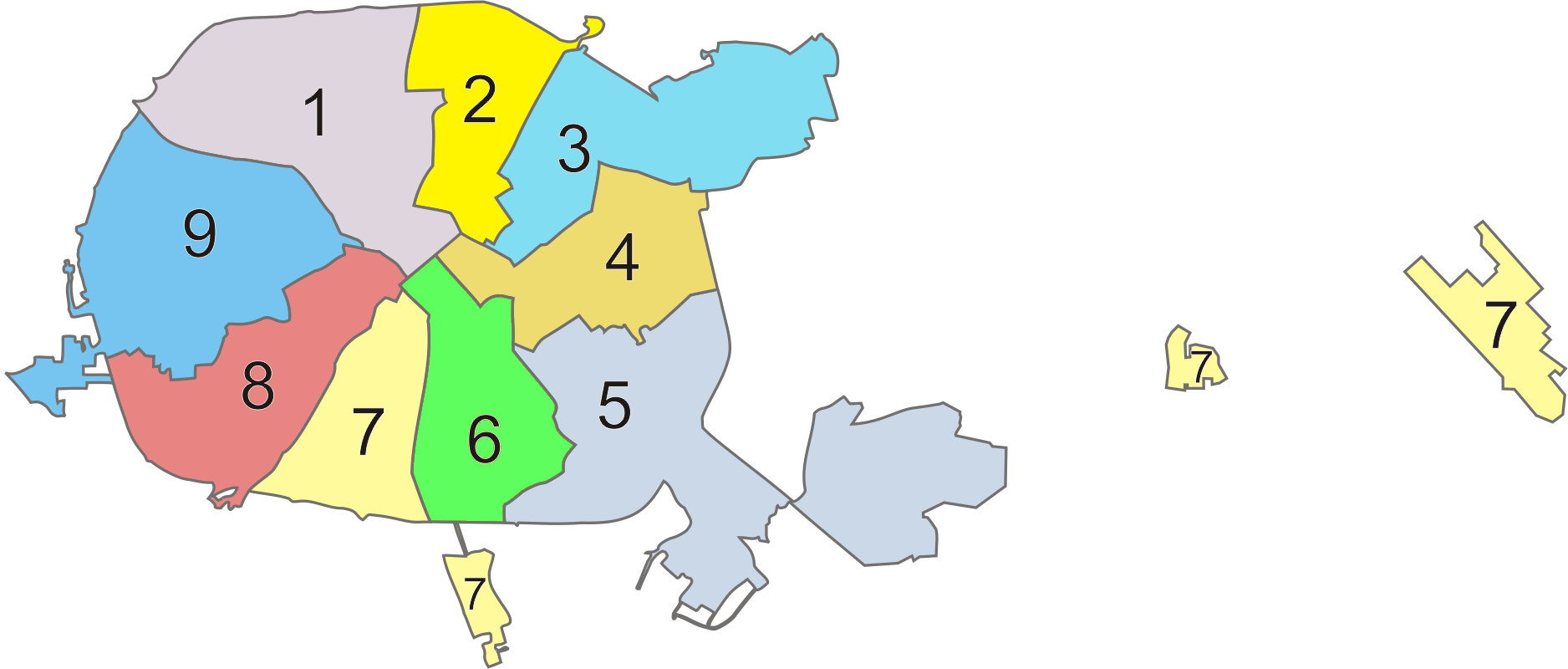
Raiones de Minsk

Actualmente Minsk se encuentra subdividida en 9 raiones (distritos):
1. Tsentralny (en bielorruso: Цэнтральны, en ruso: Центральный), o "Distrito Central"
2. Savetski (en bielorruso: Савецкі, en ruso: Советский, Sovetsky), o "Distrito del Sóviet
3. Pershamayski (en bielorruso: Першамайскі, en ruso: Первомайский, Pervomaysky), en honor al Primero de Mayo
4. Partyzanski (en bielorruso: Партызанскі, en ruso: Партизанский, Partizansky), en honor a los Partisanos soviéticos
5. Zavodski (en bielorruso: Заводскі, en ruso: Заводской, Zavodskoy), o "Distrito Industrial" (sede de industrias, y las fábricas de MTZ y MAZ)
6. Leninski (en bielorruso: Ленінскі, en ruso: Ленинский, Leninsky), o "Distrito de Lenin"
7. Kastrychnitski (en bielorruso: Кастрычніцкі, en ruso: Октябрьский, Oktyabrsky), o "Distrito de la Revolución de Octubre"
8. Maskouski (en bielorruso: Маскоўскі, en ruso: Московский, Moskovsky), o "Distrito de Moscú"
9. Frunzenski (en bielorruso: Фрунзенскі, en ruso: Фрунзенский, Frunzensky), o "Distrito de Mikhail Frunze"

Existen además otros microdistritos en la ciudad que no constituyen una entidad independiente como los anteriores.

## Economía
Minsk es el mayor centro industrial de Bielorrusia. Su desarrollo industrial comenzó en los años 1860, y fue facilitado por la construcción de los ferrocarriles en los años 1870. Mucha de la industria fue destruida durante la Primera Guerra Mundial y especialmente durante la Segunda Guerra Mundial. Después de la guerra, el desarrollo de la ciudad estuvo dirigido hacia productos industriales. La ciudad se especializó en la producción de tractores, cajas de cambio para vehículos, camiones, equipamientos ópticos, frigoríficos, motocicletas, televisores y radios entre algunos otros bienes de consumo.
Minsk tuvo también una importante industria textil, de materiales de construcción, de comida procesada y de industria de impresión. Diferentemente a lo que sucedió con otras ciudades de la antigua ex-Unión Soviética, Minsk no sufrió los efectos de la desindustrialización de los años 1990. La ciudad tiene actualmente algo más de 250 fábricas y un 40 % de la fuerza laboral de la ciudad está empleada en el sector manufacturero. Alrededor del 70 % de la producción es exportada, especialmente a Rusia y a los estados de la CEI. Actualmente el desempleo y el subempleo han aumentado y constituyen uno de los grandes problemas del gobierno local.

## Educación

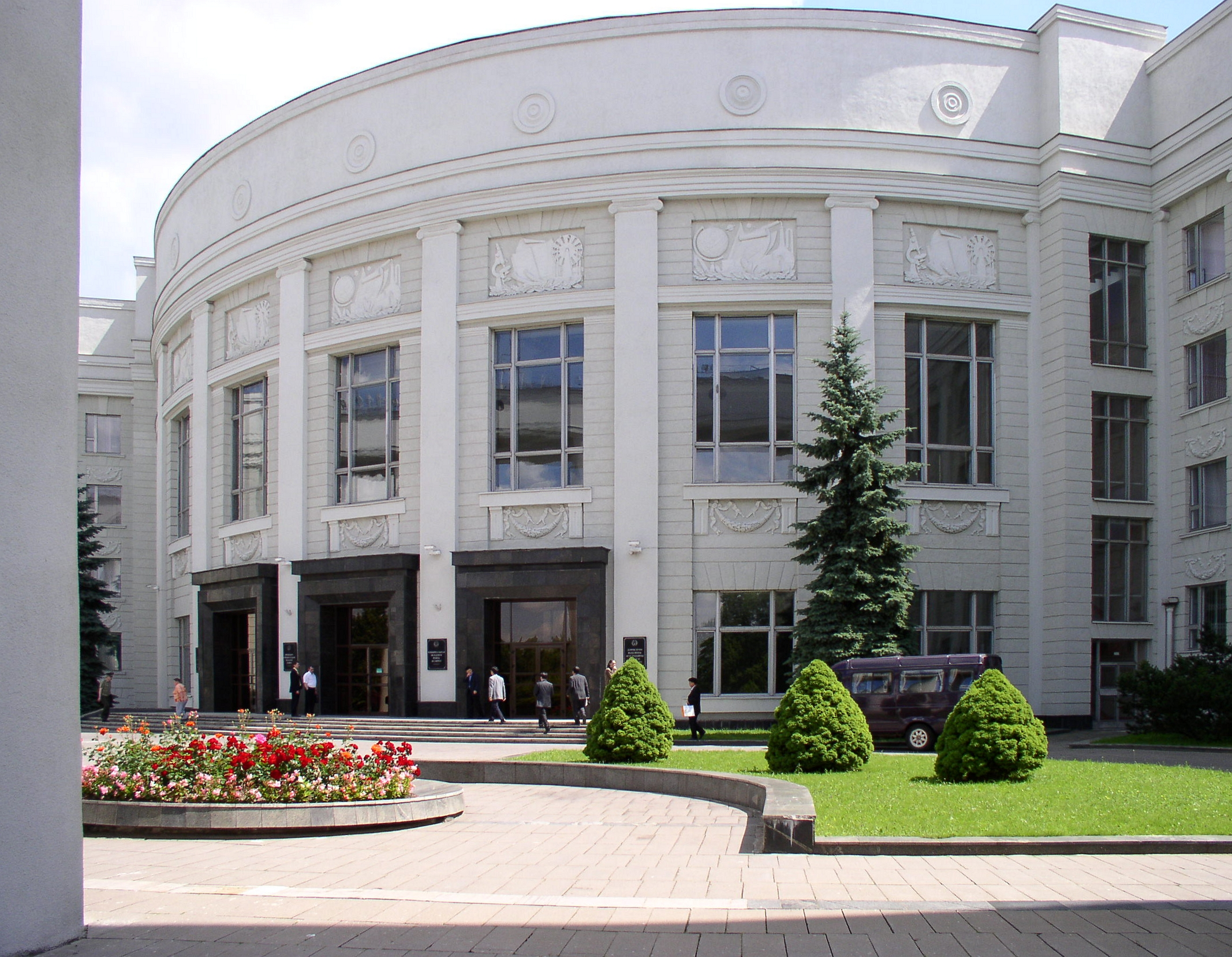
Academia de Ciencias de Bielorrusia.

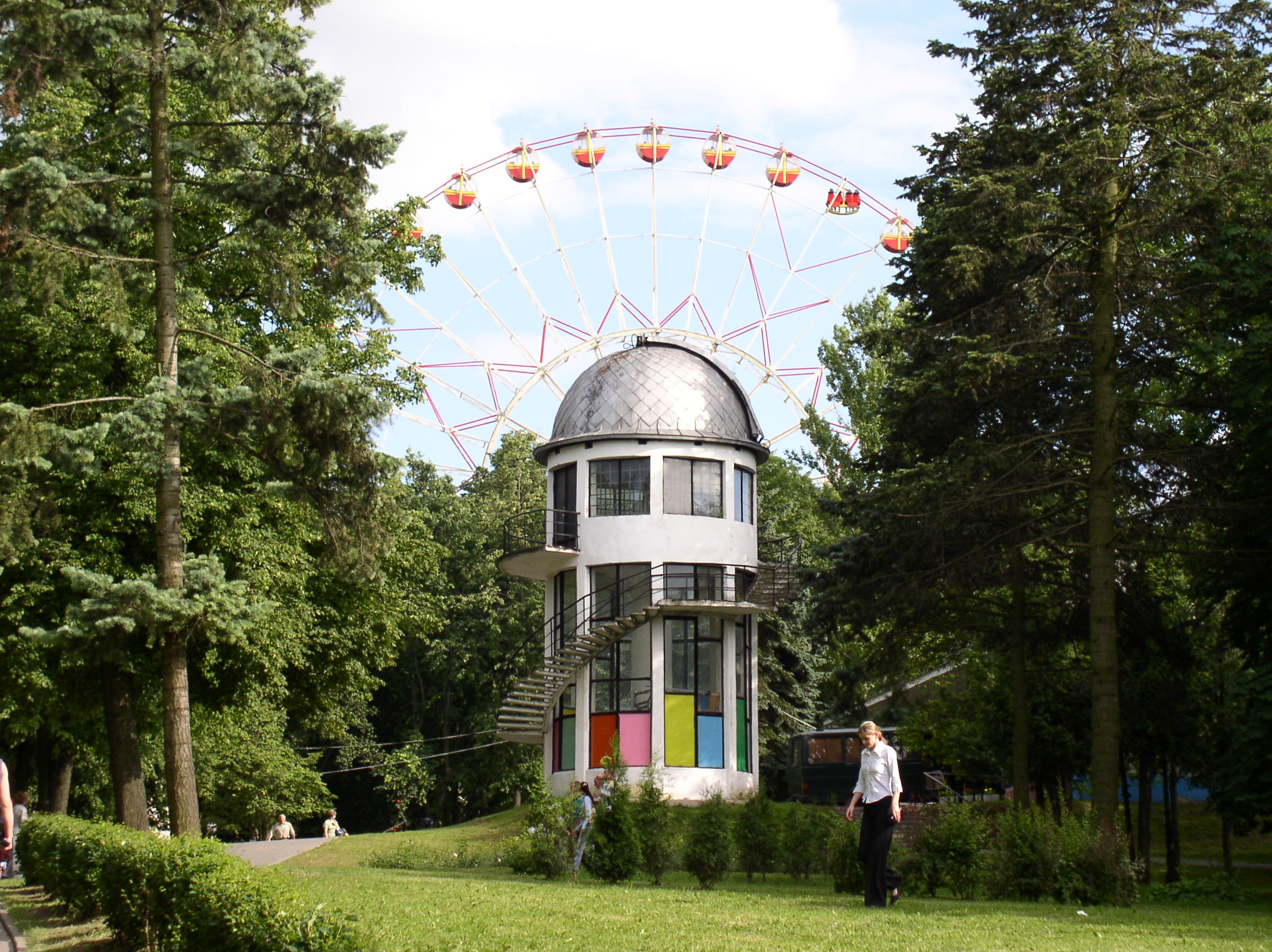
Observatorio en el parque Máximo Gorki.

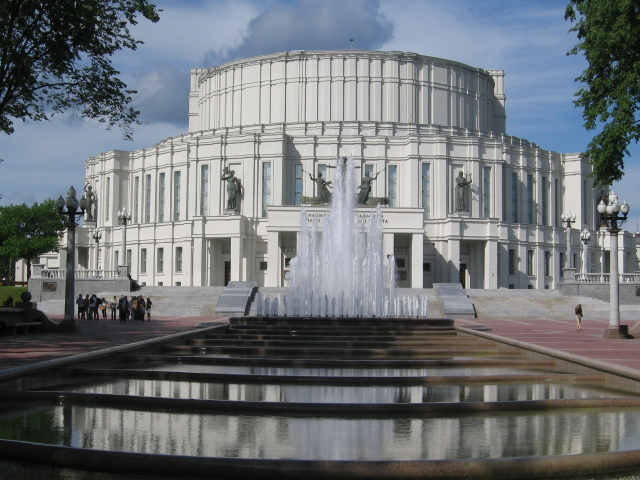
Teatro de la Ópera Nacional de Bielorrusia.

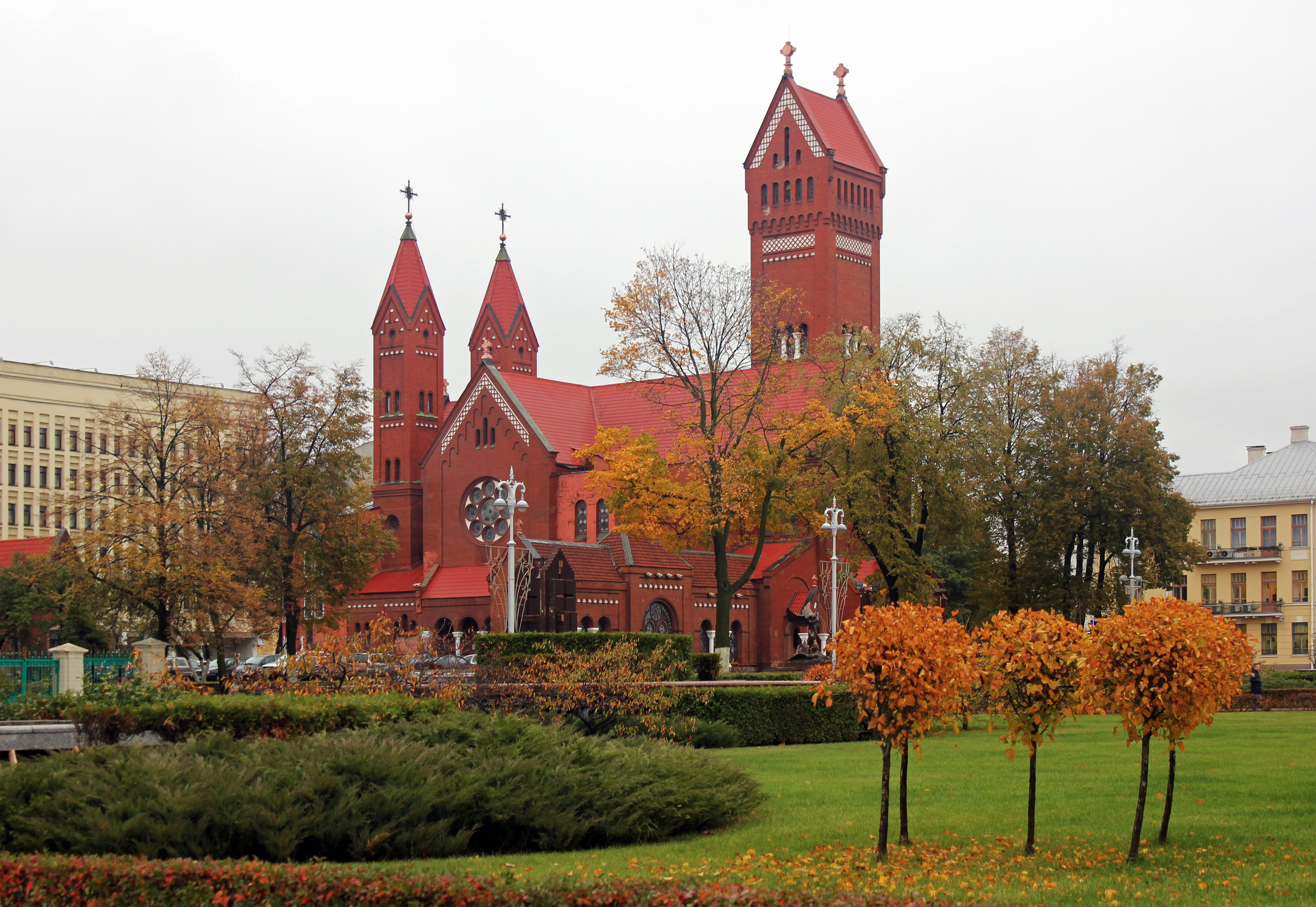
Iglesia católica de los Santos Simón y Elena en la Plaza de la Independencia.

Minsk es el mayor centro educacional de Bielorrusia. Tiene aproximadamente quinientas guarderías, 258 escuelas, 28 colegios de educación media y 36 instituciones de educación superior, que incluye doce universidades.
- Academia de Dirección adjunta al Presidente de la República de Belarús: es la universidad principal en el sistema educativo nacional de la República de Belarús y la principal institución educativa en el sistema de capacitación, recapacitación y superación profesional del personal directivo empresarial. La academia es fundada el 29 de enero de 1991, en 1995 de la Academia de Dirección se era apropiado el estatus presidencial. En la estructura de la academia tres institutos: Instituto de Personal de dirección tiene tres facultades, Instituto de Funcionario público tiene también tres facultades y Instituto de Investigación Científica de Teoría y Práctica de Gestión pública.
- Universidad Estatal Bielorrusa: es la más grande universidad en Bielorrusia, fundada en 1921. A la fecha, la universidad ofrece programas en quince facultades: matemáticas aplicadas e infociencia, biología, química, geografía, economía, relaciones internacionales, periodismo, historia, ciencias humanitarias, leyes, mecánica y matemáticas, filología, filosofía y ciencias sociales, física, radio-física y electrónica.
- Universidad Estatal de Tecnología Agrícola de Bielorrusia: especializada en tecnología y maquinaria agrícola.
- Universidad Técnica Nacional Bielorrusa: especializada en disciplinas tecnológicas.
- Universidad Médica Estatal Bielorrusa: especializada en medicina y odontología. Desde 1921 fue un departamento de la Universidad Estatal Bielorrusa. En 1930 se convirtió en un ente aparte conocido como Instituto Médico Bielorruso. En 2000 obtuvo el grado de universidad. Actualmente cuenta con seis departamentos.
- Universidad Estatal de Economía Bielorrusa: especializada en finanzas y economía. Fundada en 1933 como Instituto Bielorruso para la Economía Nacional. Elevado a la categoría de universidad en 1992.
- Universidad Estatal de Cultura y Arte Bielorrusos: especializada en estudios culturales, visuales y artes performistas.
- Universidad Pedagógica Estatal Bielorrusa Maxim Tank: especializada en la formación de profesores de escuelas secundarias.
- Universidad Estatal Bielorrusa de Informática y Radio-electrónica: especializada en IT y tecnologías radio-electrónicas. Establecida en 1964 como Instituto para Radio-electrónicos de Minsk.
- Universidad Estatal Bielorrusa de Entrenamiento Físico: especializada en entrenar deportistas y formar entrenadores.
- Universidad Estatal Tecnológica Bielorrusa: especializada en tecnologías químicas y farmacéuticas, en impresión y en aspectos forestales. Fundada en 1930 como Instituto Forestal en Homel, en 1941 fue evacuada a Sverdlovsk (actual Ekaterimburgo). Devuelto a Gomel en 1944, pero en 1946 reubicado en Minsk como Instituto Bielorruso de Tecnología. Elevado al grado de universidad en 1993. Actualmente tiene nueve departamentos.
- Universidad Estatal Lingüística de Minsk: especializada en lenguas extranjeras, Fundada en 1948 como Instituto de Lenguas Extranjeras de Minsk. En 2006 tiene ocho departamentos. Enfocada hacia inglés, alemán, francés y español.
- Universidad Estatal Ambiental Andrei Sakharov: especializada en ciencias del medio ambiente. Establecida en 1992 como ayudante de las Naciones Unidas. Su principal proyecto es el estudio y búsqueda de las consecuencias de la catástrofe de Chernobyl, que tuvo grandes consecuencias en Bielorrusia.

## Cultura

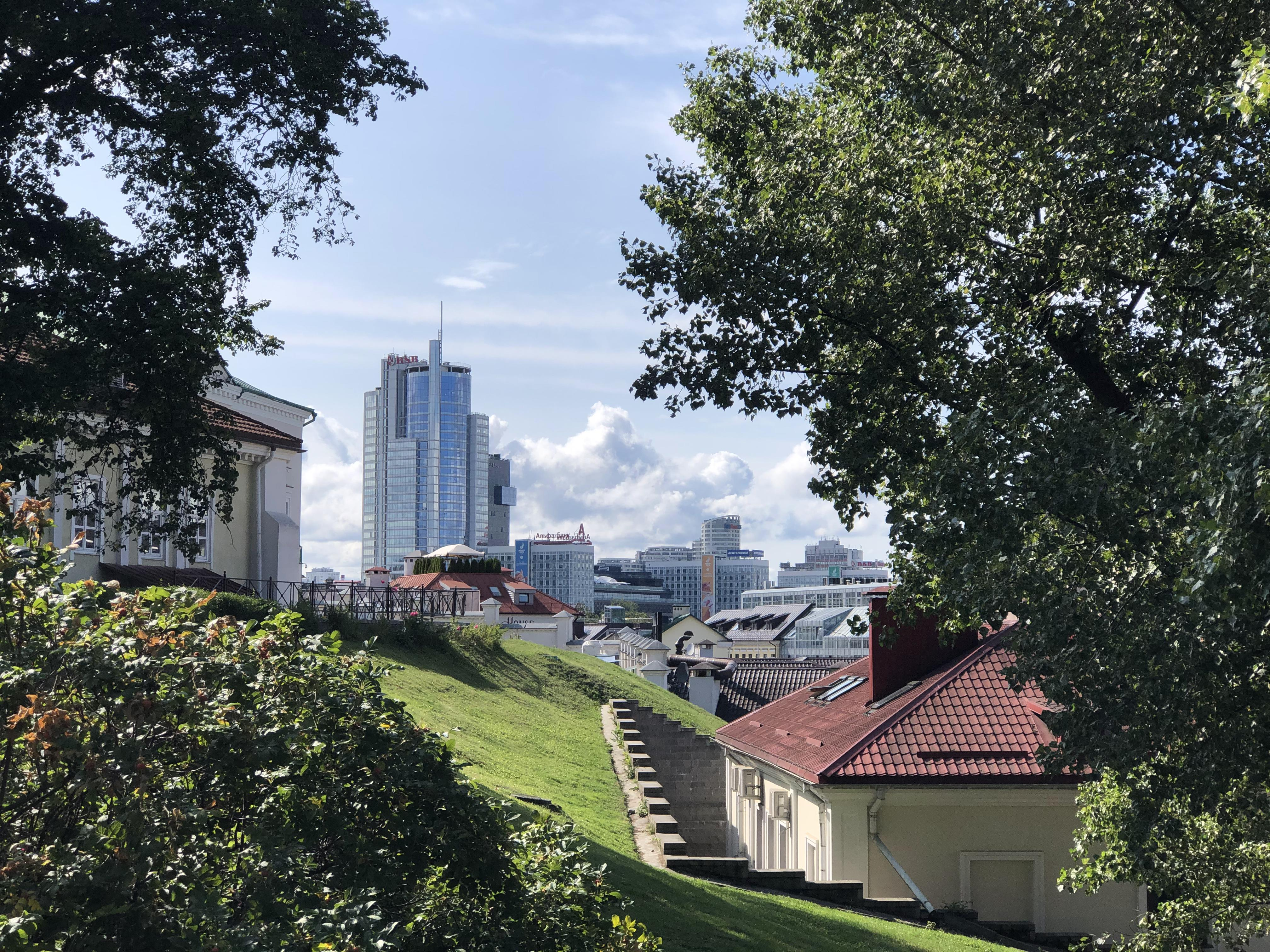
El centro de Minsk.

Minsk es el mayor centro cultural de Bielorrusia. Sus primeros teatros y bibliotecas fueron inaugurados a mediados del siglo XIX. Actualmente existen once teatros y dieciséis museos, además de veinte salas de cine y ciento treinta y nueve bibliotecas. Es la sede de la Biblioteca Nacional de Bielorrusia.
- Los teatros más importantes son:
  - Comedia y Teatro Musical de Bielorrusia.
  - Ópera y Ballet teatro bielorruso.
  - Teatro Nacional de Arte Dramático Máximo Gorki (presentaciones en ruso).
  - Teatro Nacional de Arte Dramático Yanka Kupala (presentaciones en bielorruso).
- Los principales museos incluye:
  - Museo de la Gran Guerra Patria.
  - Museo Nacional de Arte de Bielorrusia.
  - Museo de Historia y Cultura de Bielorrusia.
  - Museo Natural y del Medio Ambiente de Bielorrusia.
  - Museo de Etnografía y Folclore.
  - Museo Literario Maksim Bahdanovich.
  - Museo de Historia Antigua de Bielorrusia.
  - Museo Literario Yanka Kupala.
- Festival de cine internacional de Minsk

## Transportes

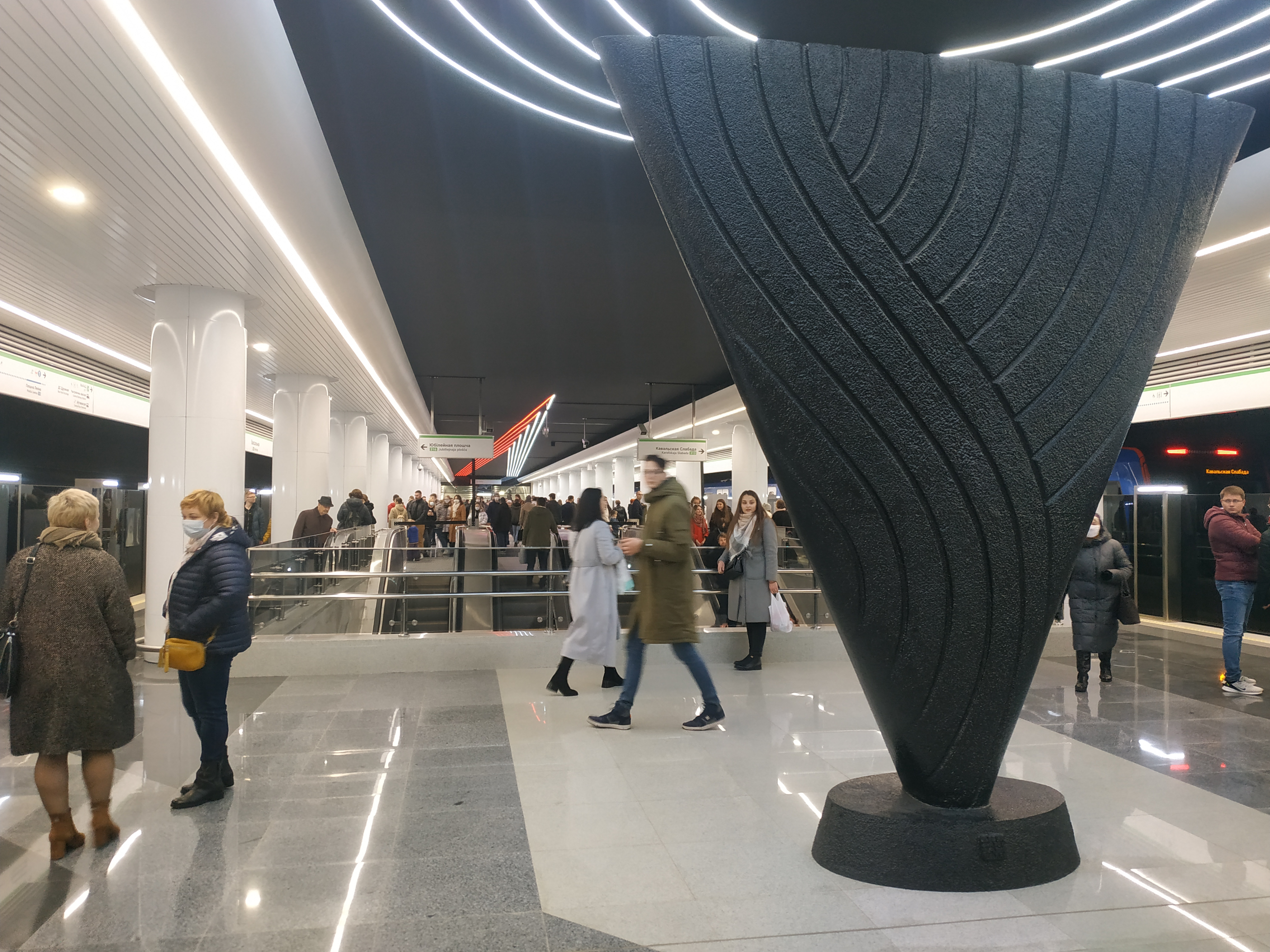
Metro de Minsk.

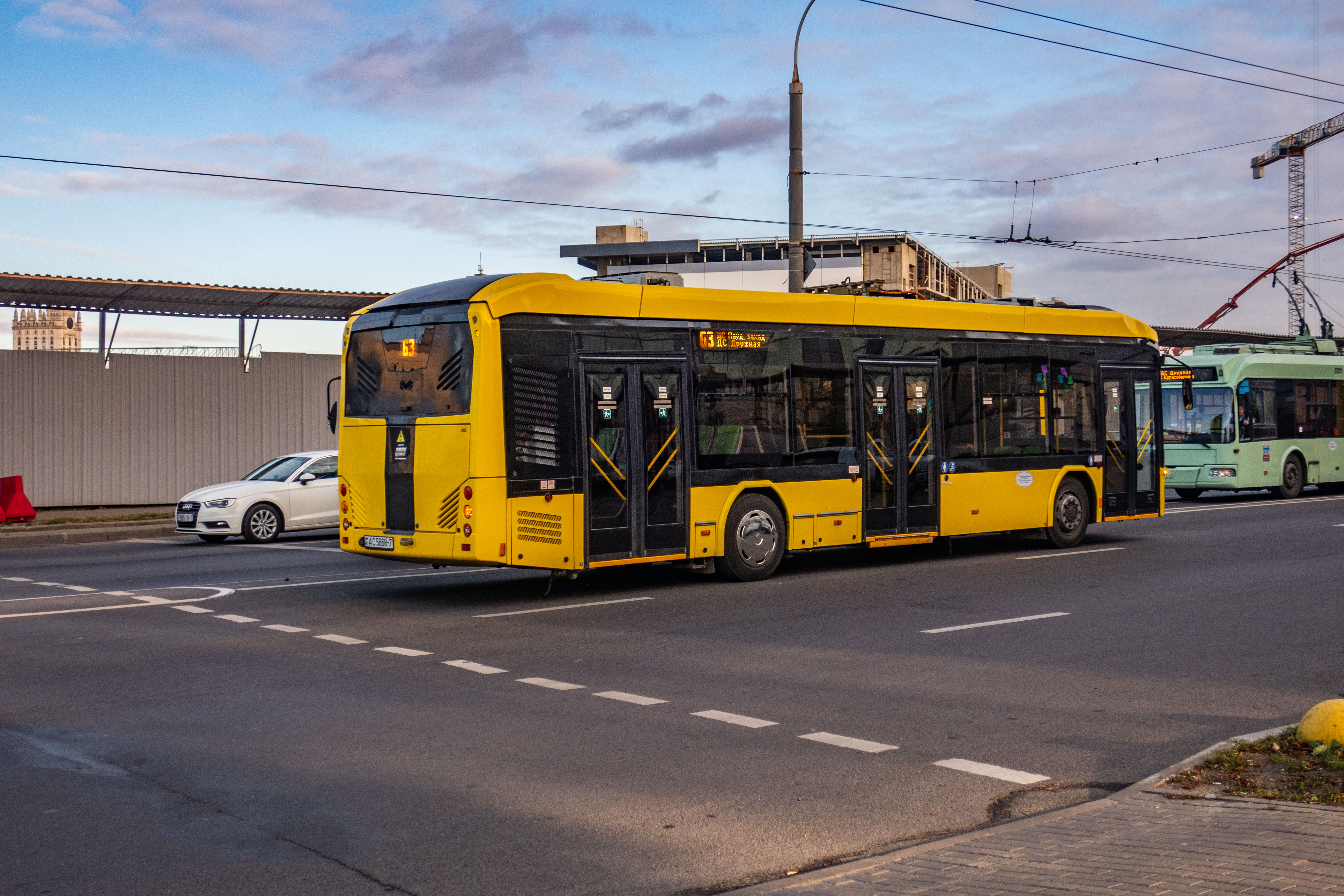
Electrobus AKSM E321 en Minsk.

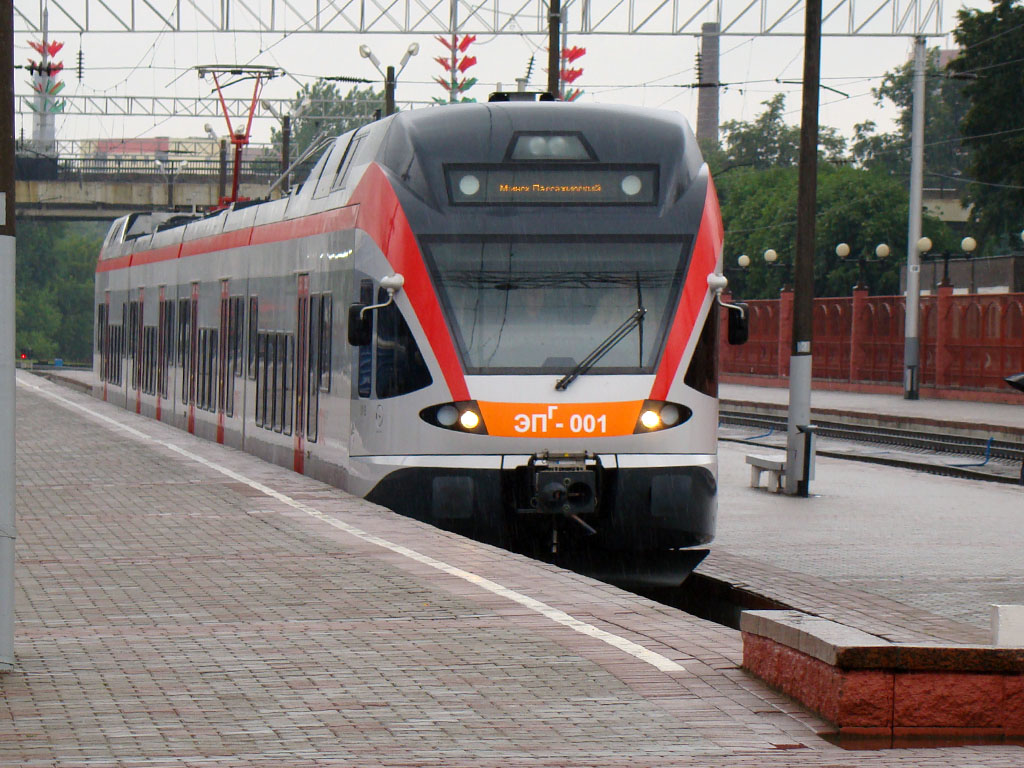
Servicio de tren eléctrico en la estación de Minsk.

Minsk tiene una extensa red de transporte público. Los pasajeros son atendidos por 8 líneas de tranvía, más de 70 líneas de trolebús, y más de 100 líneas de autobús. Los tranvías fueron el primer transporte público en emplearse en Minsk, datando de 1892 el tranvía de caballos, y de 1929 el tranvía eléctrico. Los autobuses públicos se han venido utilizado desde 1924 y el uso del trolebús se implantó en 1952.
Todo el transporte público esté gestionado por Minsktrans, una empresa propiedad del gobierno que es a su vez una organización sin ánimo de lucro. Desde enero de 2008, Minsktrans cuenta con 1420 autobuses, 1010 trolebuses y 153 tranvías en Minsk.
El gobierno de la ciudad de Minsk decretó en 2003 que la oferta de transporte local debe fijarse a un nivel mínimo de 1 vehículo (autobús, trolebús o tranvía) por cada 1500 habitantes. Actualmente, el número de vehículos en uso por Minsktrans es 2,2 veces más alto que el nivel mínimo.
Las tarifas de transporte público están controladas por el comité ejecutivo municipal (ayuntamiento). Siendo el coste del billete sencillo de autobús, trolebús, tranvía o metro de unos 1700 rublos bielorrusos y de unos 2400 en el caso de los autobuses expresos. Existen además abonos mensuales para la utilización de estos servicios con un coste de 72 900 y 131 400 BYR. Por otro lado otro modo de transporte bastante empleado son los Marshrutkas, un tipo de taxi comunitario bastante común en los países de la antigua Unión Soviética.

### Metro
Minsk es la única ciudad de Bielorrusia que cuenta con un sistema de metro subterráneo. La construcción del metro empezó en 1977, poco después de que la ciudad alcanzara la cifra de un millón de personas, y la primera línea se inauguró en 1984 y contaba con 8 estaciones. Desde entonces, se ha ampliado en dos líneas: Moskovskaya y Avtozavodskaya, cuyas longitudes son 12,2 y 18,1 km de largo, con 11 y 14 estaciones, respectivamente. El 7 de noviembre de 2007, dos nuevas estaciones de la Línea Moskovskaya fueron abiertas, y en la actualidad se sigue trabajando en una zona de 5,2 km de extensión, con tres nuevas estaciones abiertas en el 2013.
Hay planes para una red con un total de tres líneas (sobre la base de los planes de expansión actuales) y 58,3 km que cuente con 45 estaciones y 3 depósitos de trenes. Para que esto suceda la tercera línea debe cortar la ciudad por el eje norte-sur, cruzando los dos ya existentes y formando así un típico diseño soviético de triángulo, la construcción de la tercera línea comenzó en 2011, tras sufrir retrasos. Existen además algunos planes de disposición especular sobre una posible cuarta línea desde el microdistrito de Vyasnyanka al de Serabranka.
Desde el 2007 el metro de Minsk cuenta con 25 estaciones y 33 kilómetros de pistas. En un día lectivo normal el metro de Minsk es utilizado por 800 000 pasajeros y en 2007 el número total de usuarios fue de 262,1 millones por lo que es el quinto más activo de todos los que formaban la URSS (solo por detrás de Moscú, San Petersburgo, Kiev y Járkov). Durante las horas punta los trenes salen cada 2-2,5 minutos. La red de metro cuenta con 3200 funcionarios.
En la actualidad la mayor parte del transporte urbano está siendo activamente renovado y actualizado para con los estándares modernos. Por ejemplo, todas las estaciones de metro construidas a partir de 2001 tienen los ascensores de pasajeros con la plataforma a nivel de la calle, lo que permite el uso de las nuevas estaciones a pasajeros discapacitados.

### Tren y autobús interurbano
Minsk es el centro más grande de transporte de Bielorrusia, se encuentra en el cruce del ferrocarril Varsovia-Moscú (construido en 1871) que va desde el suroeste hacia el noreste de la ciudad y de la línea Liepāja-Romny (construida en 1873) y que va desde el noroeste hacia el sur. La primera de estas líneas conecta con Rusia, Polonia y Alemania, y la segunda conecta con Ucrania, Lituania y Letonia. Se cruzan en la estación de ferrocarril de Minsk-Passazhyrski, la principal estación de tren de Bielorrusia. Dicha estación fue construida en 1873 como Vilenski vakzal. El edificio de madera inicial fue demolido en 1890 y reconstruido en piedra. Durante la Segunda Guerra Mundial la estación de tren de Minsk fue completamente destruida siendo reconstruida entre 1945 y 1946 y sirviendo hasta 1991. El nuevo edificio de la estación ferroviaria Minsk-Passazhyrski fue construido entre 1991 y 2002. Su construcción se retrasó debido a las dificultades financieras, sin embargo, actualmente Minsk cuenta con una de las estaciones más modernas de la CEI. Hay planes para trasladar todo el tráfico ferroviario de cercanías de Minsk-Passazhyrski a las estaciones más pequeñas, Minsk-Uskhodni (este), Minsk Paudnyovy-(Sur) y Minsk-Paunochny (Norte), en 2020.
Hay tres estaciones de autobuses interurbanos que enlazan Minsk con los suburbios y otras ciudades de Bielorrusia y los países vecinos. Los trayectos que conectan Minsk con Moscú, Smolensk, Vilna, Riga, Kiev y Varsovia cuentan con líneas y horarios regulares.

### Transporte aéreo
En cuanto a transporte aéreo se refiere la ciudad cuenta con el Aeropuerto Internacional de Minsk situado a unos 42 km al este de la ciudad. Se inauguró en 1982 y la cuenta con una estación de ferrocarril que se inauguró en 1987. Es un aeropuerto internacional que cuenta con vuelos a varios países de Europa y Oriente Medio.
Minsk-1, el que fuera el primer aeropuerto de la ciudad se abrió en 1933 a pocos kilómetros al sur del centro histórico. En 1955 se convirtió en un aeropuerto internacional y en 1970 dio servicio a más de 1 millón de pasajeros.
A partir de 1982 se empleó principalmente para rutas nacionales en Bielorrusia y las rutas de corto recorrido a Moscú, Kiev y Kaliningrado. Se esperaba que Minsk-1 fuese cerrado en 2008 a causa de la contaminación acústica en las áreas residenciales circundantes, pero a mediados de 2010 aún continuaba en servicio. Los terrenos que ocupa el aeropuerto está previsto que sean recalificados para ser empleados con fines residenciales y comerciales, aglutinados bajo una empresa denominada Minsk-City.

## Deporte

Vista del Estadio Dinamo

Al igual que en el resto del país en Minsk son muy populares tanto el hockey sobre hielo como el fútbol, destacando en el primero de estos deportes sus equipos tanto a nivel nacional como internacional así como el moderno pabellón Minsk Arena en el que además se practican otros deportes y que cuenta con gran capacidad de espectadores. Por otra parte otro deporte muy popular en el país es el Bandy y en dicho pabellón también se celebran partidos y torneos del mismo.
En cuanto al fútbol, la ciudad cuenta con uno de los equipos de mayor tradición de Europa del Este como es el FK Dinamo Minsk que además alberga en el Estadio Dinamo, el de mayor capacidad del país, en el que se juegan los partidos de competiciones europeas de los clubes bielorrusos y que es además la sede de la selección de fútbol de Bielorrusia. Otros equipos son: FC Partizan Minsk, FK Krumkachy, FC Tarpeda Minsk, FC SKVICH Minsk,FC Dinamo-93 Minsk. FC Ataka Minsk y FC Orbita Minsk.
| Predecesor: Bakú | Ciudad Europea 2019 | Sucesor: Cracovia |

## Ciudades hermanadas
Minsk tiene una red de acuerdos de hermanamiento con veinte ciudades en diferentes países. Las siguientes ciudades conforman esa red:
- Milán (Italia)
- Caracas (Venezuela)
- Nottingham (Reino Unido, desde 1957)[12]
- Sendai (Japón, desde 1973)[12]
- Bangalore (India, desde 1973)[12]
- Lyon (Francia, desde 1976)[12][13]
- Belo Horizonte (Brasil, desde 1987)
- Detroit (Estados Unidos)[14]
- Changchun (China, desde 1992)[12]
- Łódź (Polonia, desde 1993)[15][12]
- Bonn (Alemania, 1993)[12]
- Eindhoven (Países Bajos, desde 1994)[12]
- Dusambé (Tayikistán, desde 1998)[12]
- Chisináu (Moldavia, desde 2000)[12]
- La Habana (Cuba, desde 2005)[12]
- Katmandú (Nepal)
- Teherán (Irán, desde 2006)[12]
- Abu Dabi (Emiratos Árabes Unidos, desde 2007)[12]
- Ankara (Turquía, desde 2007)[12][16]
- Biskek (Kirguistán, desde 2008)[12]
- Ciudad Ho Chi Minh (Vietnam, desde 2008)[17]
- Riga (Letonia, desde 2009)[18]
- Madrid (España)